# Nola pulverea
Nola pulverea är en fjärilsart som beskrevs av George Francis Hampson 1900. Nola pulverea ingår i släktet Nola och familjen trågspinnare. Inga underarter finns listade i Catalogue of Life.